# Tarlaağzı, Amasra
Tarlaağzı là một xã thuộc huyện Amasra, tỉnh Bartın, Thổ Nhĩ Kỳ. Dân số thời điểm năm 2011 là 347 người.